# Onnaing
Onnaing település Franciaországban, Nord megyében. Lakosainak száma 8567 fő (2022. január 1.). Onnaing Fresnes-sur-Escaut, Saint-Saulve, Vicq, Bruay-sur-l’Escaut, Escautpont, Estreux, Quarouble és Rombies-et-Marchipont községekkel határos.

## Népesség
A település népességének változása:
| Lakosok száma | 8710 | 8726 | 8842 | 8797 | 8813 | 8789 | 8742 | 8719 | 8567 |
|               | 2013 | 2015 | 2016 | 2017 | 2018 | 2019 | 2020 | 2021 | 2022 |